# Paroxystoglossa spiloptera
Paroxystoglossa spiloptera är en biart som beskrevs av Jesus Santiago Moure 1960. Paroxystoglossa spiloptera ingår i släktet Paroxystoglossa och familjen vägbin. Inga underarter finns listade i Catalogue of Life.